# غول سبولة (الضالع)
غول سبوله هي إحدى قرى الجمهورية اليمنية. تتبع جغرافيا لمحافظة الضالع و إداريًا لمديرية الضالع. يبلغ تعداد سكانها 1816 نسمة حسب الإحصاء الذي أجري عام 2004.